# 大若望保祿天主教大學
大若望保祿天主教大學（John Paul the Great Catholic University）是位於美國加利福尼亞州埃斯孔迪多的一所私立大學，2003年成立時稱為“新天主教大學”（New Catholic University），2005年教宗若望·保祿二世逝世不久之後改現名。2006年9月在聖迭戈“Scripps Ranch”的臨時校區正式開學， 2013年買下埃斯孔迪多的建築，并搬到此地。該大學僅提供傳播媒體和商科學士學位、一個企業管理碩士學位和一個聖經神學碩士學位。

## 外部連結
- University website
- Official Facebook page（页面存档备份，存于）
- YouTube（页面存档备份，存于）

32°53′59″N 117°06′31″W / 32.899590°N 117.108541°W